# (410777) 2009 FD
(410777) 2009 FD è un asteroide di classe Apollo fino al 2019 in cima alla scala Palermo per quanto riguarda il rischio d'impatto con la Terra.
La scoperta risale al 2009, grazie ad un passaggio ravvicinato a soli 0,004172 au dalla Terra.

## Rischio d'impatto con la Terra
L'asteroide è molto scuro ed è osservabile solo in condizioni di passaggio ravvicinato.
Quello avvenuto nel 2010 ha consentito con 7 osservazioni di calcolare più precisamente l'orbita e di stimare 1 probabilità su 435 di impatto con la Terra nel 2185. Viste le dimensioni dell'asteroide, un evento di tale tipo sarebbe catastrofico per l'equilibrio della biosfera. 
Le osservazioni compiute fino al 2019 lo ponevano a rischio di una sua possibile futura collisione con la Terra nel 2185, con una valutazione della scala di rischio di collisione nella scala Palermo pari a -0,44, presentava la quinta minaccia di impatto più alta di tutti gli asteroidi conosciuti in base alla sua orbita. Utilizzando osservazioni successive, l'asteroide il 19 novembre 2020 è stato rimosso dalla tabella Sentry di oggetti a rischio d'impatto.